# Otočić Tetovišnjak Veli
Otočić Tetovišnjak Veli är en ö i Kroatien.   Den ligger i länet Šibenik-Knins län, i den södra delen av landet, 230 km söder om huvudstaden Zagreb. Arean är 0,37 kvadratkilometer.
Terrängen på Otočić Tetovišnjak Veli är lite kuperad. Öns högsta punkt är 63 meter över havet. Den sträcker sig 0,7 kilometer i nord-sydlig riktning, och 0,7 kilometer i öst-västlig riktning.